# Annemarie Moser-Pröll
Annemarie Moser-Pröll (n. 27 martie 1953, Kleinarl⁠(d), Salzburg, Austria) este o schioară alpină ce a reprezentat Austria, medaliată olimpică. A participat la 2 ediții ale Jocurilor Olimpice (1972, 1980) în care a câștigat o medalie de aur și două medalii de argint.